# Rhaphidorrhynchium sanguisetum
Rhaphidorrhynchium sanguisetum är en bladmossart som beskrevs av Brotherus 1925. Rhaphidorrhynchium sanguisetum ingår i släktet Rhaphidorrhynchium och familjen Sematophyllaceae. Inga underarter finns listade i Catalogue of Life.